# Eagle River, Michigan
Eagle River este o localitate, municipalitate și sediul comitatului Keweenaw, statul Michigan, Statele Unite ale Americii.